# Каменица (острво)
Каменица је мало ненасељено острво у хрватском делу Јадранског мора.
Каменица се налази око 0,5 km источно од рта Тијашћица на острву Тијат. Површина острва износи 0,011 km². Дужина обалске линије је 0,4 km.. 